# MLS Next Pro
MLS Next Pro is een professionele mannenvoetbalcompetitie van de Voetbalbond van de Verenigde Staten die gelieerd is aan de Major League Soccer, het hoogste niveau van zowel de Verenigde Staten als Canada. De competitie bestaat uit 29 clubs, 27 uit de Verenigde Staten en 2 uit Canada. Het grootste deel van de teams is gelieerd aan een MLS-team. In het seizoen 2025 zijn er 2 onafhankelijke teams. In 2026 worden er daar 3 aan toegevoegd.

## Deelnemende clubs

### Seizoen 2025
| Team                      | Stad                       | Stadion                   | Capaciteit         | Opgericht          | Intrede            | Partnerclub            |
| Eastern Conference        | Eastern Conference         | Eastern Conference        | Eastern Conference | Eastern Conference | Eastern Conference | Eastern Conference     |
| Northeast Division        | Northeast Division         | Northeast Division        | Northeast Division | Northeast Division | Northeast Division | Northeast Division     |
| ------------------------- | -------------------------- | ------------------------- | ------------------ | ------------------ | ------------------ | ---------------------- |
| Chicago Fire II           | Bridgeview, Illinois       | SeatGeek Stadium          | 20.000             | 2021               | 2022               | Chicago Fire           |
| Cincinnati 2              | Highland Heights, Kentucky | NKU Soccer Stadium        | 1.000              | 2021               | 2022               | Cincinnati             |
| Columbus Crew 2           | Columbus, Ohio             | Historic Crew Stadium     | 19.968             | 2021               | 2022               | Columbus Crew          |
| New England Revolution II | Hooksett, New Hampshire    | Mark A. Ouellette Stadium | 1.500              | 2019               | 2022               | New England Revolution |
| New York City II          | New York, New York         | Belson Stadium            | 2.168              | 2021               | 2022               | New York City          |
| New York Red Bulls II     | Montclair, New Jersey      | MSU Soccer Park           | 5.000              | 2015               | 2023               | New York Red Bulls     |
| Philadelphia Union II     | Chester, Pennsylvania      | Subaru Park               | 18.500             | 2015               | 2022               | Philadelphia Union     |
| Toronto II                | Toronto, Ontario           | York Lions Stadium        | 4.000              | 2014               | 2022               | Toronto                |
| Southeast Division        |                            |                           |                    |                    |                    |                        |
| Atlanta United 2          | Kennesaw, Georgia          | Fifth Third Stadium       | 10.200             | 2017               | 2023               | Atlanta United         |
| Carolina Core             | High Point, North Carolina | Truist Point              | 4.500              | 2022               | 2024               |                        |
| Chattanooga               | Chattanooga, Tennessee     | Finley Stadium            | 20.412             | 2009               | 2024               |                        |
| Crown Legacy              | Matthews, North Carolina   | Sportsplex at Matthews    | 5.000              | 2022               | 2023               | Charlotte              |
| Huntsville City           | Huntsville, Alabama        | Joe W. Davis Stadium      | 6.000              | 2022               | 2023               | Nashville              |
| Inter Miami II            | Fort Lauderdale, Florida   | Chase Stadium             | 21.550             | 2019               | 2022               | Inter Miami            |
| Orlando City B            | Kissimmee, Florida         | Osceola County Stadium    | 5.300              | 2015               | 2022               | Orlando City           |
| Western Conference        |                            |                           |                    |                    |                    |                        |
| Frontier Division         |                            |                           |                    |                    |                    |                        |
| Austin II                 | Austin, Texas              | Parmer Field              | 1.000              | 2022               | 2023               | Austin                 |
| Colorado Rapids 2         | Denver, Colorado           | Denver Soccer Stadium     | 2.000              | 2021               | 2022               | Colorado Rapids        |
| Houston Dynamo            | Houston, Texas             | SaberCats Stadium         | 3.200              | 2021               | 2022               | Houston Dynamo         |
| Minnesota United 2        | Saint Paul, Minnesota      | National Sports Center    | 5.500              | 2021               | 2022               | Minnesota United       |
| North Texas               | Arlington, Texas           | Choctaw Stadium           | 48.114             | 2018               | 2022               | Dallas                 |
| Sporting Kansas City II   | Lawrence, Kansas           | Swope Soccer Village      | 1.500              | 2015               | 2022               | Sporting Kansas City   |
| St. Louis City 2          | St. Louis, Missouri        | Energizer Park            | 22.423             | 2021               | 2022               | St. Louis City         |
| Pacific Division          |                            |                           |                    |                    |                    |                        |
| Los Angeles 2             | Fullerton, Californië      | Titan Stadium             | 10.000             | 2023               | 2023               | Los Angeles            |
| Portland Timbers 2        | Portland, Oregon           | Providence Park           | 25.218             | 2014               | 2022               | Portland Timbers       |
| Real Monarchs             | Herriman, Utah             | Zions Bank Stadium        | 5.000              | 2014               | 2022               | Real Salt Lake         |
| Tacoma Defiance           | Tukwila, Washington        | Starfire Sports Complex   | 4.500              | 2014               | 2022               | Seattle Sounders       |
| The Town                  | Moraga, Californië         | Saint Mary's Stadium      | 5.500              | 2021               | 2022               | San Jose Earthquakes   |
| Vancouver Whitecaps 2     | Burnaby, Brits-Columbia    | Swangard Stadium          | 5.228              | 2021               | 2022               | Vancouver Whitecaps    |
| Ventura County            | Thousand Oaks, Californië  | William Rolland Stadium   | 2.000              | 2014               | 2023               | LA Galaxy              |

### Toekomstige clubs
| Team                 | Stad                    | Stadion                | Capaciteit        | Opgericht         | Intrede           | Partnerclub       |
| Toekomstige teams    | Toekomstige teams       | Toekomstige teams      | Toekomstige teams | Toekomstige teams | Toekomstige teams | Toekomstige teams |
| -------------------- | ----------------------- | ---------------------- | ----------------- | ----------------- | ----------------- | ----------------- |
| Cleveland Pro Soccer | Cleveland, Ohio         | n.n.b.                 |                   | 2022              | 2026              |                   |
| Connecticut United   | Bridgeport, Connecticut | New Waterfront Stadium | 10.000            | 2024              | 2026              |                   |
| Jacksonville Armada  | Jacksonville, Florida   | New Eastside Stadium   | 2.500             | 2013              | 2026              |                   |
| West Michigan Soccer | Grand Rapids, Michigan  | Amway Stadium          | 8.500             | 2024              | 2027              |                   |

### Voormalige clubs
| Team               | Stad               | Stadion               | Capaciteit       | Opgericht        | Intrede          | Opgeheven        | Partnerclub      |
| Voormalige teams   | Voormalige teams   | Voormalige teams      | Voormalige teams | Voormalige teams | Voormalige teams | Voormalige teams | Voormalige teams |
| ------------------ | ------------------ | --------------------- | ---------------- | ---------------- | ---------------- | ---------------- | ---------------- |
| Rochester New York | Brighton, New York | John L. DiMarco Field | 1.500            | 1996             | 2022             | 2022             |                  |